# Arrope

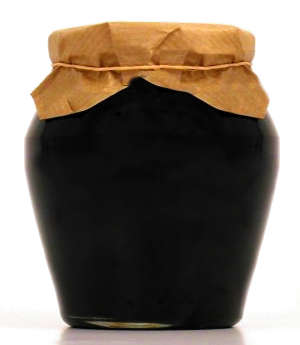
frasco con arrope de miel.

El arrope (del árabe hispano arrúbb, y este del árabe clásico rubb), también denominado arrope de uva (uso argentino) o mostillo, es el producto obtenido mediante deshidratación parcial del mosto a fuego directo hasta llegar a la caramelización de sus azúcares, para obtener una consistencia de jarabe. Se le suelen añadir trozos de frutas o calabaza a la cocción. Es una forma tradicional de hacer dulce sin azúcar.
Una variedad —que en algunas zonas de Extremadura se denomina «aguamiel»— sustituye el mosto por la miel obtenida de lavar la cera después de la recolección o cata. El proceso de elaboración es similar.

## Elaboración
En Europa se prepara a partir de trozos de melocotón, membrillo, melón y/o calabaza. Para su preparación se hierve el mosto hasta que espese y conseguir un almíbar. Previamente en agua de cal se ponen trozos de las frutas. Después de dos horas en esta agua se sacan y se lavan muy bien. Se echan los trozos en el almíbar del mosto, dejándolos hervir hasta que adquieran un color pasa. En ese momento están cocidos y listos para comer. 
Se sirve frío y suele untarse en una rebanada de pan.
El agua de cal se utilizaba antiguamente para que la fruta mantuviese su forma durante la cocción, hoy en día pueden usarse los trocitos de fruta en almíbar sin necesidad de remojarlos previamente en el agua de cal o cocerlos en agua con azúcar.
En Sudamérica, en el norte de Chile y en algunas provincias del centro, noroeste y norte de Argentina como son San Juan, San Luis, Tucumán, Santiago del Estero, Córdoba, Catamarca, Salta, Jujuy y La Rioja, este producto que se obtiene del fruto del algarrobo, del chañar, del higo o de la tuna (chumbera), es consumido en algunas ocasiones acompañado de queso de cabra, comúnmente conocido como “quesillo de cabra”.
En Chile suele usarse para "pasar sopaipillas" en vez de usar chancaca, que es el plato tradicional.
En árabe es llamado dibs al-ʿinab (دبس العنب), es decir, ‘melaza de uva’, y en la cocina árabe se usa como salsa para aliñar mezes, ensaladas o simplemente para un pan con tahín y arrope. 